# FK Vajnory
FK Vajnory là một câu lạc bộ bóng đá Slovakia đến từ Vajnory. Hiện tại đội bóng thi đấu ở 3. Liga (Bratislava) (cấp độ 3).